# Cornelis Jol
 (décembre 2020).
Si vous disposez d'ouvrages ou d'articles de référence ou si vous connaissez des sites web de qualité traitant du thème abordé ici, merci de compléter l'article en donnant les références utiles à sa vérifiabilité et en les liant à la section « Notes et références ».
Pour les articles homonymes, voir Jol et Jambe de bois (homonymie).
Cornelis Corneliszoon Jol (Schéveningue, Pays-Bas 1597 - São Tomé 31 octobre 1641), surnommé "El Pirata", ou encore "Jambe de bois", est un corsaire et amiral de la Compagnie néerlandaise des Indes occidentales.

## Biographie
Il doit sa célébrité aux nombreuses attaques qu'il a menées contre les navires espagnols et portugais dans l'océan Atlantique au cours de la guerre de Quatre-Vingts Ans (1568-1648), et son surnom de Pied-de-Pol (Jambe-de-bois) à une amputation à la suite d'une bataille. 
Cornelis Jol est issu d'une famille modeste de Schéveningue, port de pêche de la mer du Nord situé près de La Haye. En 1626, à l'âge de 29 ans, il s'engage au service de la Compagnie néerlandaise des Indes occidentales et atteint rapidement le grade d'amiral. Il devient célèbre pour son courage, son sens de la navigation et sa courtoisie envers les prisonniers de guerre. Jol traverse à neuf reprises l'océan Atlantique pour attaquer les flottes espagnole et portugaise au large du Brésil et dans la mer des Antilles.
En 1629 il s'empare de l'île Fernando de Noronha, au large de Natal (Brésil), d'où il est rapidement délogé par les forces portugaises. Reprise en 1635, l'île restera sous contrôle néerlandais jusqu'en 1654 sous le nom de Pavonia. Il participe également à la conquête d'Olinda et de Recife.
En 1633, avec l'aide d'un autre corsaire célèbre, Diego le Mulâtre, il attaque avec dix navires la ville de Campeche, au Mexique, alors aux mains des Espagnols. En 1635 il est capturé près de Dunkerque par des corsaires au service de l'Espagne, puis libéré.
En 1638, lors d'une tentative pour s'emparer de la flotte espagnole du trésor, il affronte Carlos de Ibarra au large des côtes cubaines. 
L'année suivante, il participe à la bataille des Dunes à la tête d'une escadre de sept navires.
En 1640, Cornelius Jol mène plusieurs actions le long de la côte d'Afrique occidentale et prend aux Portugais la ville de Luanda et l'île de São Tomé, où il meurt du paludisme le 31 octobre 1641.
Une rue de Schéveningue, sa ville natale, porte son nom.